# Luis Hernández (fotbalist născut în 1968)
Luis Arturo Hernández Carreón (n.  ?) este un fost fotbalist mexican, cunoscut sub porecla "El Matador". Hernández a jucat ca atacant și este cel de-al patrulea marcator al time și cel mai mare marcator la Cupe Mondiale pentru echipa națională de fotbal a Mexicului. Este considerat unul dintre cei mai talentați atacanți ai Mexicului. Hernández a jucat pentru echipe din Mexic, Argentina și Statele Unite.

## Statistici carieră

### Club
| Performanța club | Performanța club   | Performanța club    | Campionat | Campionat |
| Sezon            | Club               | Ligă                | Meciuri   | Goluri    |
| Mexico           | Mexico             | Mexico              | Campionat | Campionat |
| ---------------- | ------------------ | ------------------- | --------- | --------- |
| 1990/91          | Cruz Azul          | Primera División    | 18        | 1         |
| 1991/92          | Querétaro          | Primera División    | 28        | 11        |
| 1992/93          | Monterrey          | Primera División    | 26        | 6         |
| 1993/94          | Monterrey          | Primera División    | 32        | 8         |
| 1994/95          | Necaxa             | Primera División    | 30        | 8         |
| 1995/96          | Necaxa             | Primera División    | 31        | 10        |
| 1996/97          | Necaxa             | Primera División    | 39        | 14        |
| Argentina        | Argentina          | Argentina           | Campionat | Campionat |
| 1997/98          | Boca Juniors       | Primera División    | 4         | 2         |
| Mexic            | Mexic              | Mexic               | Campionat | Campionat |
| 1997/98          | Necaxa             | Primera División    | 12        | 9         |
| 1998/99          | Tigres UANL        | Primera División    | 33        | 19        |
| 1999/00          | Tigres UANL        | Primera División    | 31        | 19        |
| Statele Unite    | Statele Unite      | Statele Unite       | Campionat | Campionat |
| 2000             | Los Angeles Galaxy | Major League Soccer | 16        | 5         |
| 2001             | Los Angeles Galaxy | Major League Soccer | 14        | 8         |
| Mexic            | Mexic              | Mexic               | Campionat | Campionat |
| 2001/02          | América            | Primera División    | 14        | 2         |
| 2002/03          | América            | Primera División    | 2         | 0         |
| 2002/03          | Veracruz           | Primera División    | 18        | 5         |
| 2003/04          | Jaguares Chiapas   | Primera División    | 5         | 1         |
| 2004/05          | Lobos BUAP         | Primera División A  | 9         | 4         |
| Țara             | Mexic              | Mexic               | 328       | 117       |
| Țara             | Argentina          | Argentina           | 4         | 2         |
| Țara             | Statele Unite      | Statele Unite       | 30        | 13        |
| Total            | Total              | Total               | 362       | 132       |

### International
| Naționala Mexicului | Naționala Mexicului | Naționala Mexicului |
| An                  | Meciuri             | Goluri              |
| ------------------- | ------------------- | ------------------- |
| 1995                | 5                   | 2                   |
| 1996                | 6                   | 0                   |
| 1997                | 21                  | 10                  |
| 1998                | 16                  | 14                  |
| 1999                | 18                  | 6                   |
| 2000                | 9                   | 2                   |
| 2001                | 4                   | 1                   |
| 2002                | 6                   | 0                   |
| Total               | 85                  | 35                  |

## Legături externe
Eroare Lua în Modul:Commonscat la linia 48: bad argument #1 to 'getSitelink' (string expected, got nil)